# Flabelligella mexicana
Flabelligella mexicana är en ringmaskart som beskrevs av Fauchald 1972. Flabelligella mexicana ingår i släktet Flabelligella och familjen Acrocirridae. Inga underarter finns listade i Catalogue of Life.